# Pallatanga
Pallatanga è una parrocchia urbana dell'Ecuador, capoluogo dell'omonimo cantone, nella provincia del Chimborazo.